# ثينغفيلير
ثينغفيلير (بالآيسلندية: Þingvellir)‏ هي حديقة وطنية في بلدية بلاسكوغابيغذ في جنوب غرب أيسلندا، على بعد حوالي 40 كم شمال شرق العاصمة ريكيافيك. ثينغفيلير هو موقع ذو أهمية تاريخية وثقافية وجيولوجية، وهو أحد الوجهات السياحية الشعبية في أيسلندا. وتقع الحديقة في وادي متصدع يمثل قمة سلسلة وسط الأطلسي والحدود بين اللوحة التكتونية الأمريكية الشمالية والأوراسية. إلى الجنوب منه تقع ثينغفلافاتن Þingvallavatn، أكبر بحيرة طبيعية في أيسلندا.
ويرتبط ثينغفيلير مع ألثينغي، البرلمان الوطني لأيسلندا، والذي أنشئ في هذا الموقع عام 930 م. عقدت الجلسات في الموقع حتى عام 1798.
منتزه ثينغفيلير الوطني (بالآيسلندية: þjóðgarðurinn áingvöllum)‏ تأسس في عام 1930، بمناسبة الذكرى السنوية الألفية لتأسيس الألثينغ. تم توسيع الحديقة لاحقا لحماية الظواهر المتنوعة والطبيعية في المنطقة المحيطة، وتم تصنيفها كموقع تراث عالمي في عام 2004.

## أسماء الموقع
اشتق اسم ثينغفيلير من النوردية القديمة Þingvǫllr، من ثينج þing ("التجمع") و فيلر ("حقل")، وهذا يعني ميدان التجمع. أخذ الموقع اسمه من ألثينغي (Alþingi)، البرلمان الوطني أيسلندا، التي تأسس في ثينغفلير في 930 وعقدت دوراته هناك حتى عام 1798. كان الثينغ شكلا من الاجتماعات الحكومية الموجودة في المجتمعات الجرمانية، ويستمر هذا التقليد إلى يومنا هذا بشكل أو بآخر عبر شمال أوروبا.
ورغم أن اسم ثينغفيلير هو الجمع، فإن الشكل الأقدم Þingvǫllr هو المفرد، والشكل المفرد الحديث هو Þingvöllur ولا يزال قيد الاستخدام بشكل عام.

## معرض الصور

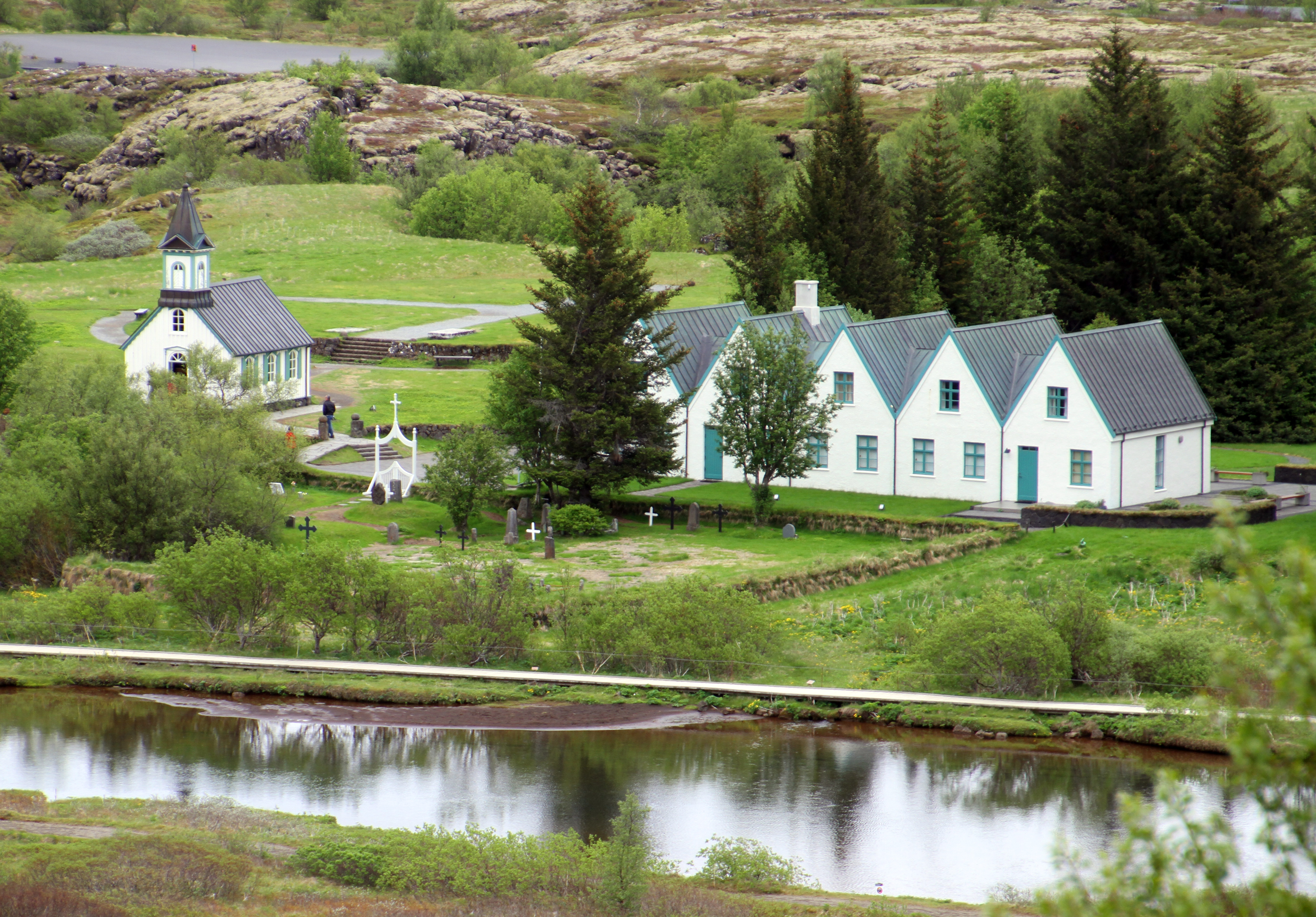
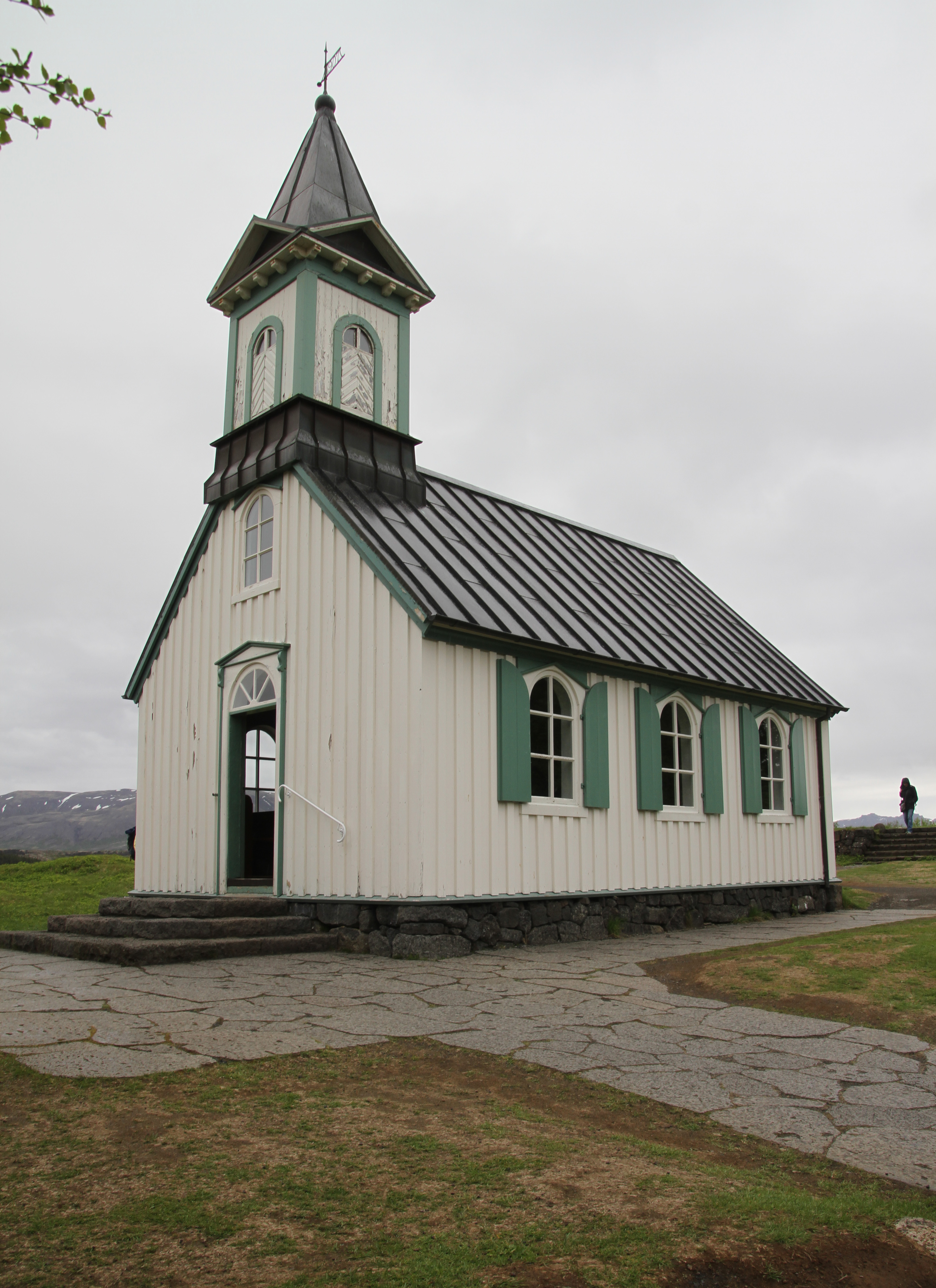
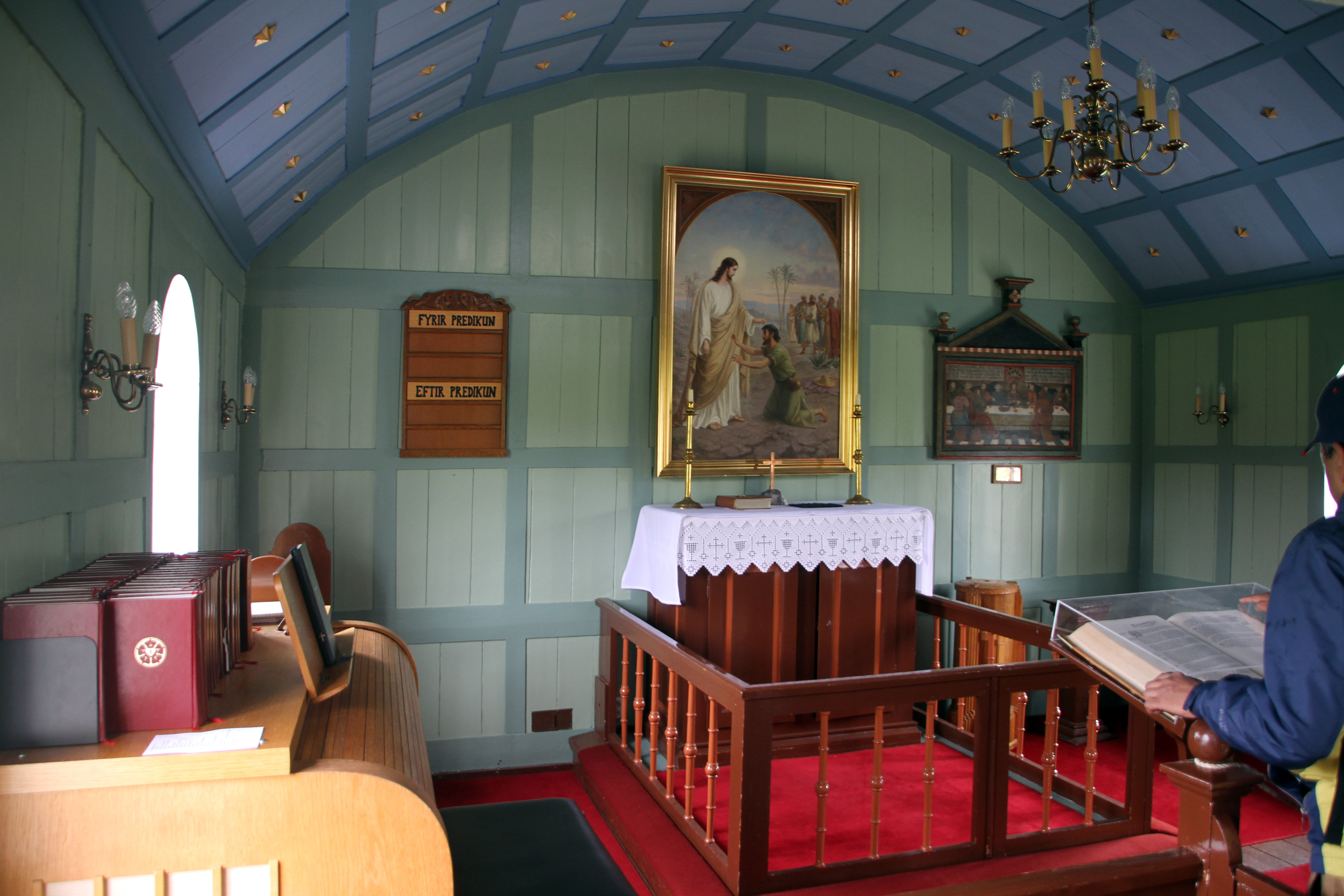
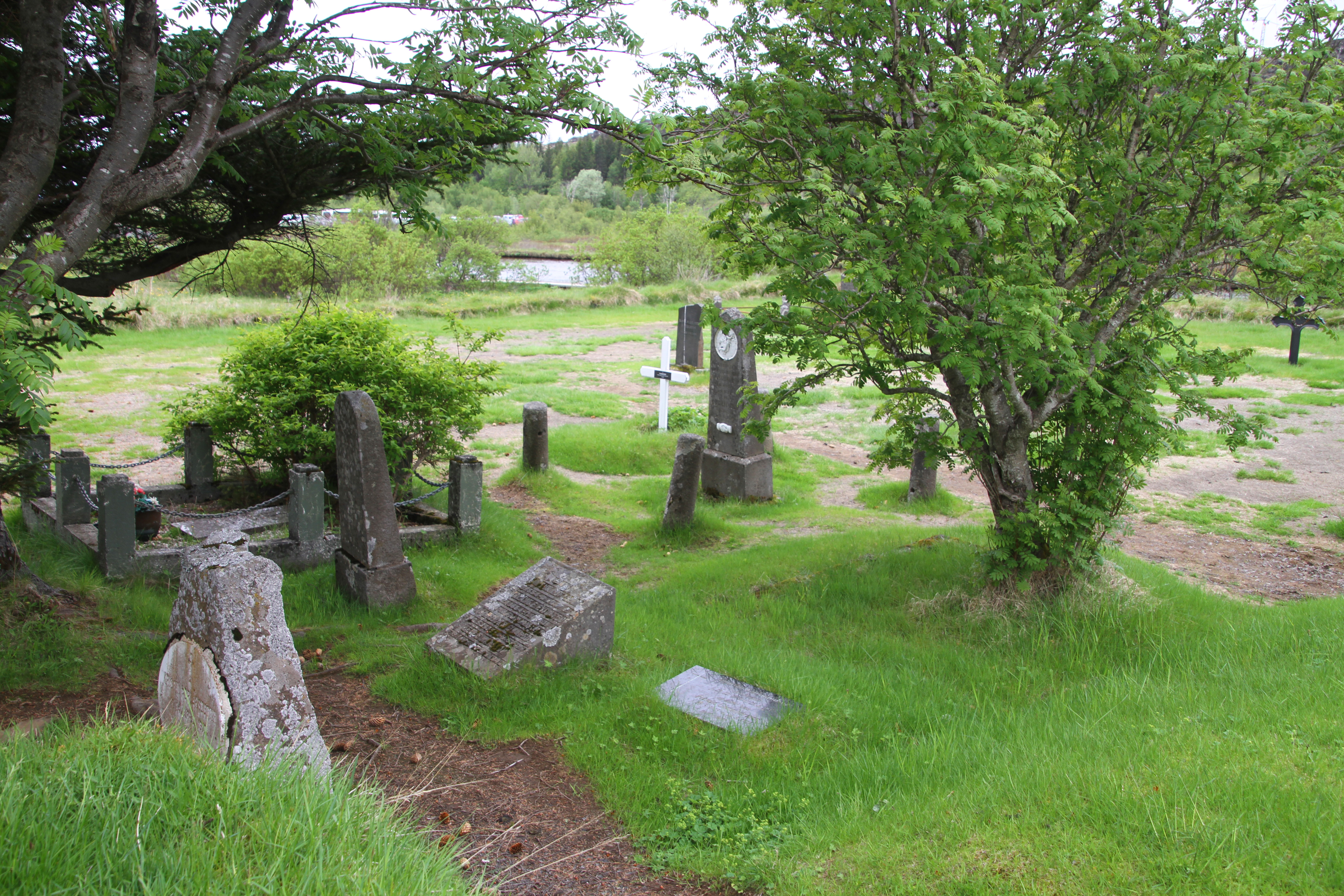
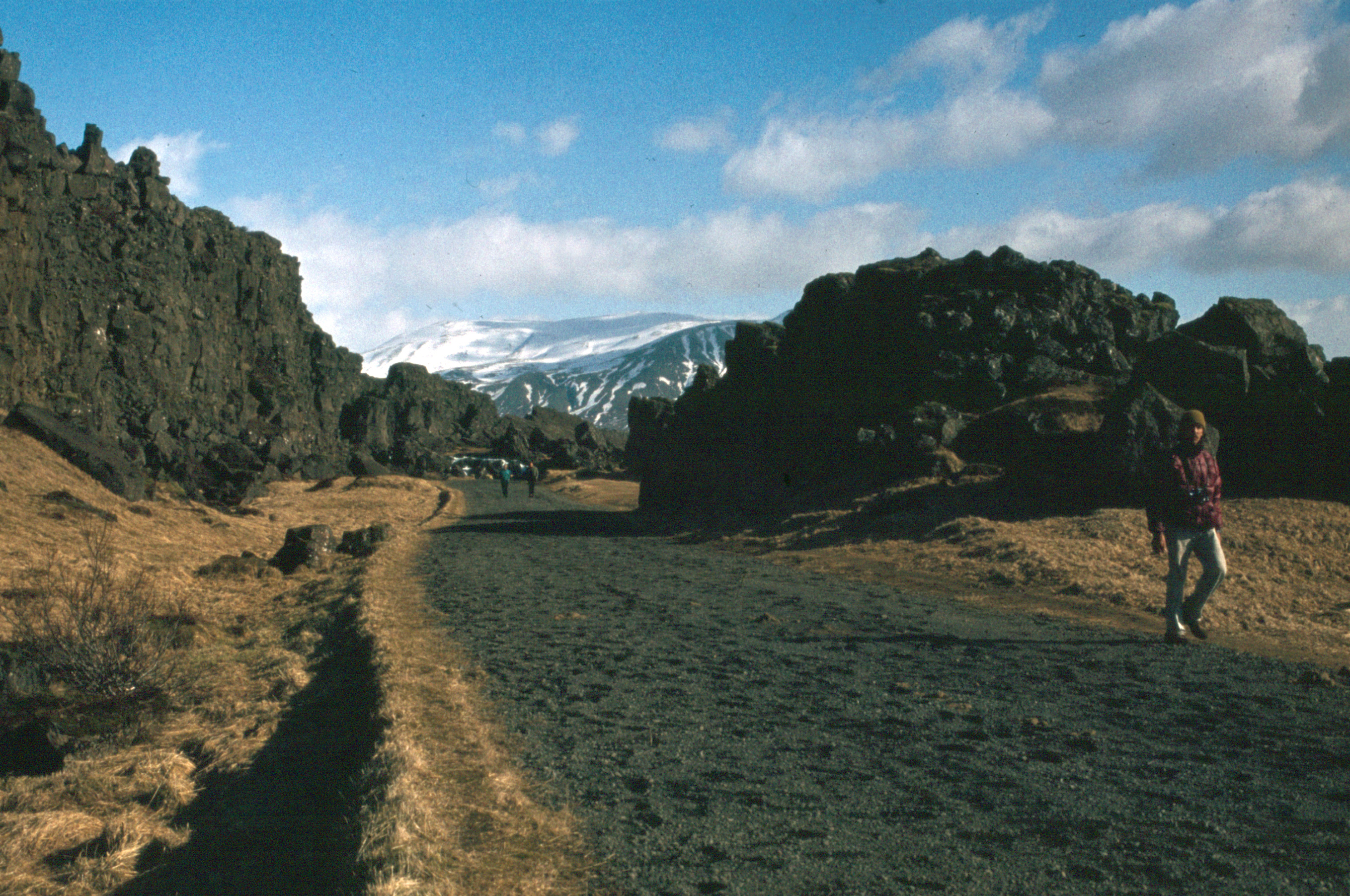
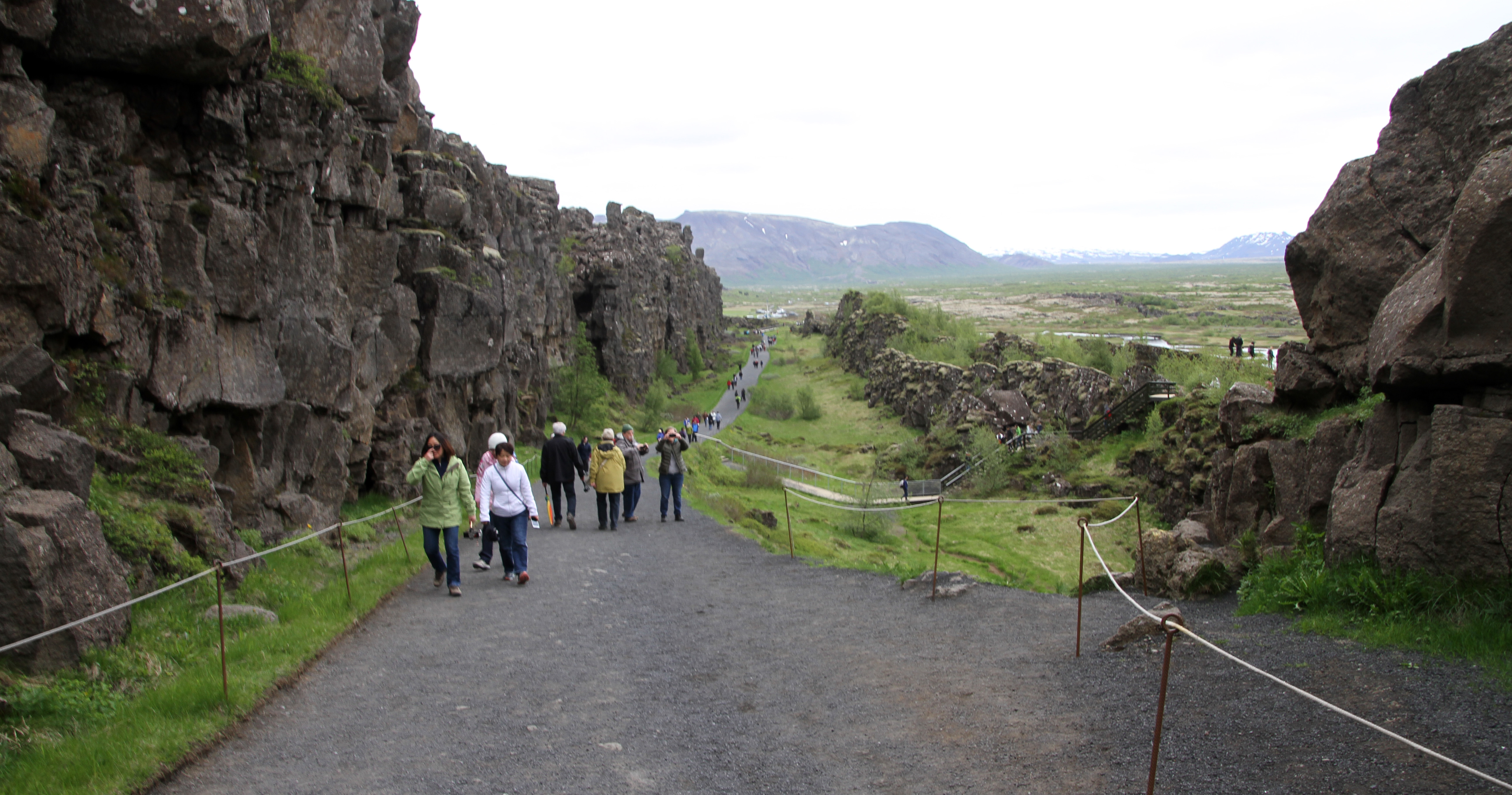
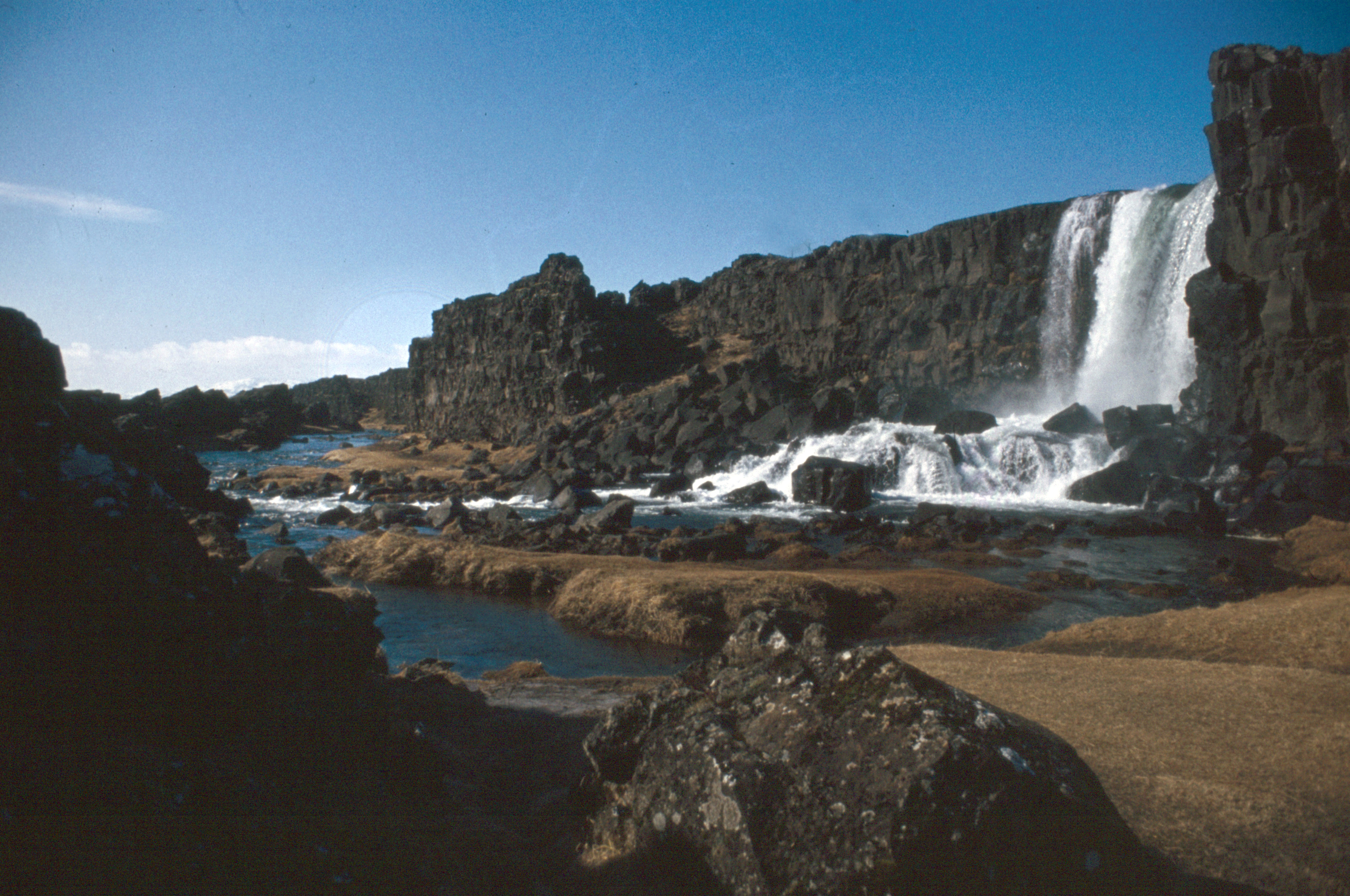
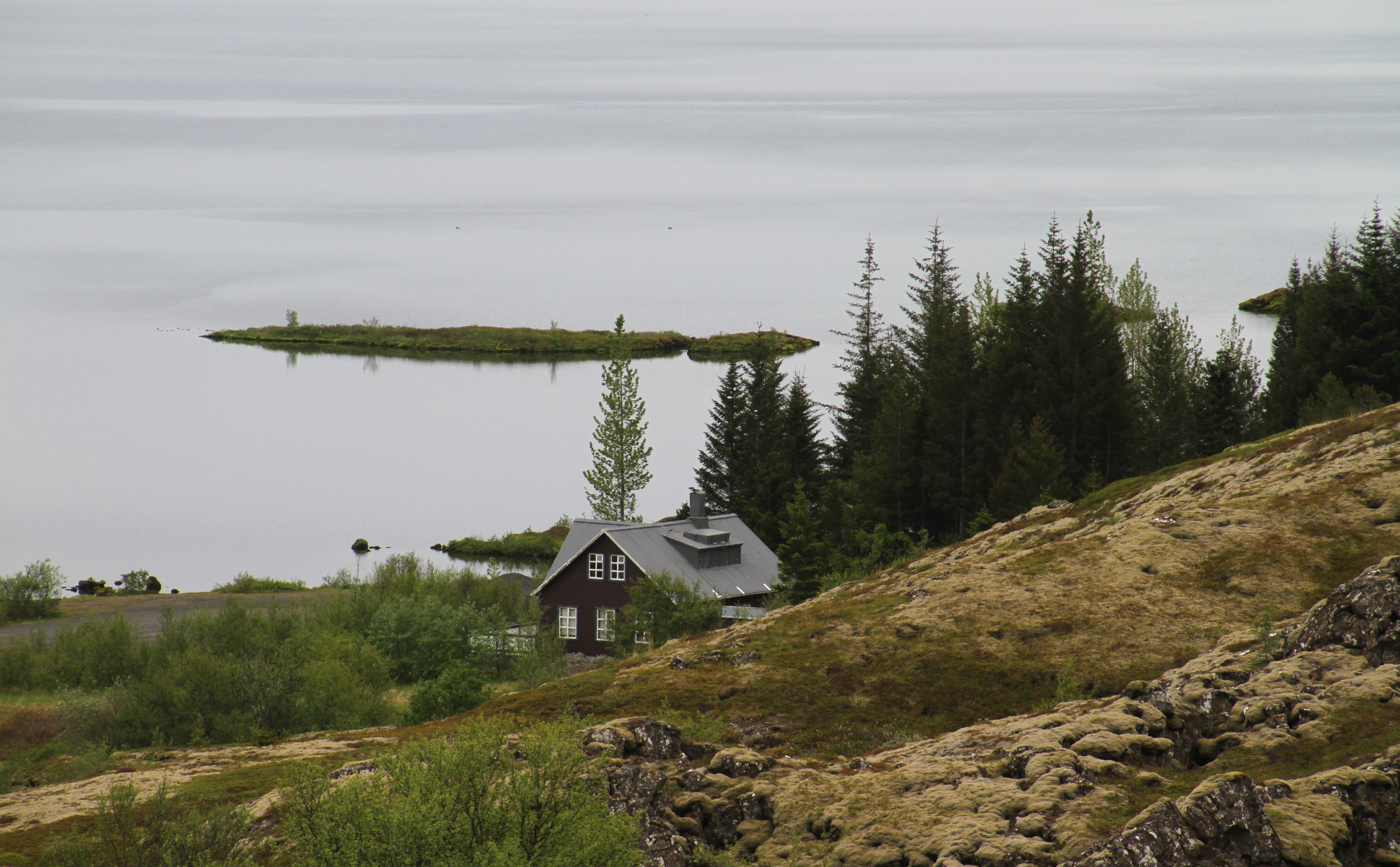
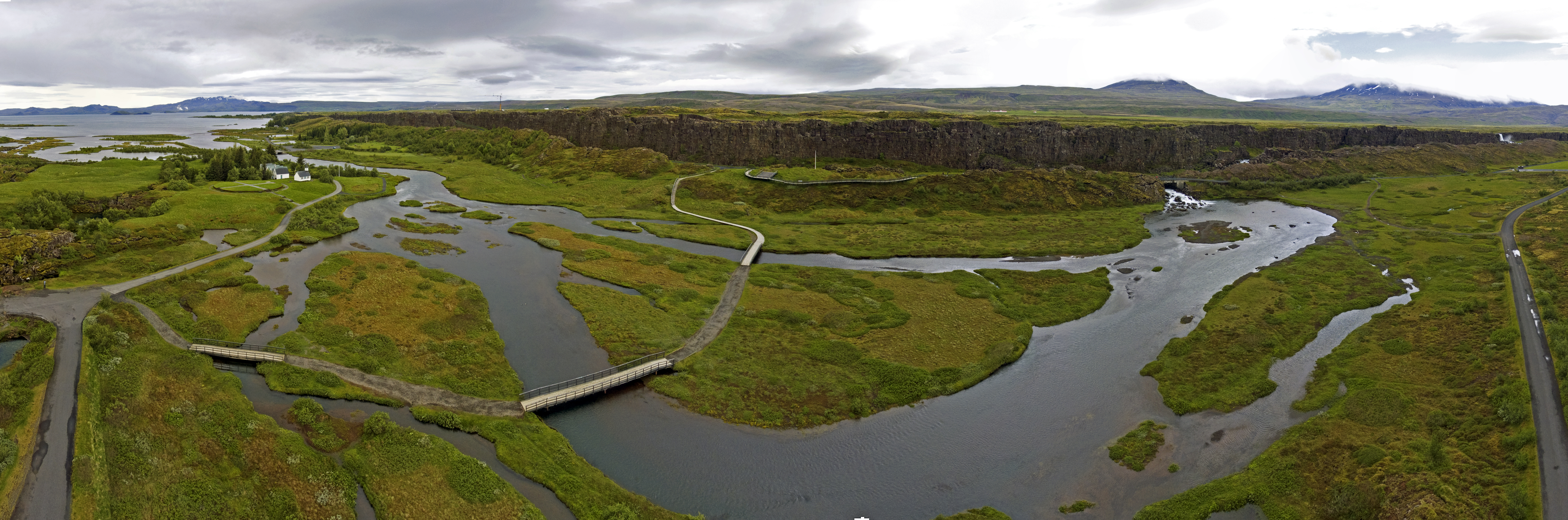
صورة بانوراما جوية للموقع أخذت عام 2017